# Break It / Get Myself Back
Singles de Namie Amuro
Wild / Dr.
(2009) NAKED / Fight Together / Tempest
(2011)
Break It / Get Myself Back est le 34e single régulier de Namie Amuro sorti sur le label Avex Trax, ou le 36e sous son seul nom en comptant les deux chez Toshiba-EMI.

## Présentation
C'est un single "double-face A", qui sort le 28 juillet 2010 au Japon, et se classe 3e à l'oricon. Il se vend à 58 557 exemplaires la première semaine et reste classé 12 semaines, pour un total de 85 219 exemplaires vendus.
Le single sort plus d'un an après le précédent, Wild / Dr.. Il sort en version CD et CD+DVD, avec deux pochettes différentes pour chaque version, une "Break it" et une "Get Myself Back". Celle de "Break it" est plutôt rock, avec des couleurs sombres et du violet clair, Namie Amuro porte une robe en cuir et des bottes en argent ; la deuxième pochette "Get Myself Back" est plus calme avec des couleurs claires telles que de l'orange, du jaune, et la chanteuse a les cheveux au vent. La version CD+DVD contient les clips vidéo des deux titres. L'une des chansons sert de thème musical à une campagne publicitaire pour Coca Cola ZERO. Les deux pistes se trouvent sur l'album Uncontrolled.

## Liste des titres
| 1. | Break It                       | 3:24 |
| 2. | Get Myself Back                | 4:37 |
| 3. | Break It (instrumental)        | 3:24 |
| 4. | Get Myself Back (instrumental) | 4:33 |

| 1. | Break It (PV)                                |  |
| 2. | Get Myself Back (PV)                         |  |
| 3. | Break It (Making of) [BONUS CONTENTS]        |  |
| 4. | Get Myself Back (Making of) [BONUS CONTENTS] |  |